# Ованнисян, Давид (тяжелоатлет)
Давид Ованнисян (Оганесян; род. 14 января 1997 года) — армянский тяжелоатлет, двукратный чемпион Европы 2022 и 2023 годов, призёр чемпионатов Европы 2019, 2024 и 2025 годов. Чемпион Европы 2016 года среди юниоров.

## Карьера
Выступать на международном юношеском уровне начал в 2014 году. Армянскому спортсмену удалось победить на чемпионате Европы для юниоров 2016 года в весовой категории до 77 кг, он взял общий вес 327 кг.
На чемпионате Европы 2019 года в Батуми завоевал бронзовую медаль с общим весом 360 кг. В упражнение рывок завоевал малую бронзовую медаль (165 кг).
В Ереване, на чемпионате Европы 2023 года, в категории до 96 кг, Давид завоевал золотую медаль подняв вес по сумме упражнений в 377 кг. И в рывке и в толчке он также завоевал малые золотые медали.
В феврале 2024 года на чемпионате Европы в Софии Давид завоевал серебряную медаль по сумме двух упражнений с результатом 374 кг. В упражнении толчок он стал вторым (205 кг), а в упражнении рывок был первым (169 кг).
На чемпионате Европы в Кишинёве, в апреле 2025 года, завоевал бронзовую медаль в весовой категории до 96 кг с итоговым результатом 376 кг. В отдельных упражнениях также стал обладателем малых бронзовых медалей. 

## Достижения
Чемпионат Европы
| Результат | Вес      | Год  | Место соревнований | Рывок | Толчок | Общий вес |
| Бронза    | до 89 кг | 2019 | Батуми, Грузия     | 165,0 | 195,0  | 360,0     |
| Золото    | до 96 кг | 2022 | Тирана, Албания    | 171,0 | 206,0  | 377,0     |
| Золото    | до 96 кг | 2023 | Ереван, Армения    | 172,0 | 205,0  | 377,0     |
| Серебро   | до 96 кг | 2024 | София, Болгария    | 169,0 | 205,0  | 374,0     |
| Бронза    | до 96 кг | 2025 | Кишинёв, Молдова   | 173,0 | 203,0  | 376,0     |